# Füssenich
Füssenich ist ein Stadtteil von Zülpich im Kreis Euskirchen, Nordrhein-Westfalen. Ortsvorsteher ist Siegfried Schäfer.

## Lage
Füssenich, ein Straßendorf, liegt am nordwestlichen Rand des Stadtgebietes von Zülpich. Nachbarorte sind Geich, welches mit Füssenich zusammengewachsen ist, und Vettweiß im Kreis Düren. Der Ort liegt in der Zülpicher Börde. Am Ortsrand liegt der Naturschutzsee Füssenich, der heute auch als Rückhaltebecken für den  Neffelbach dient.
Früher führte die Bundesstraße 56 durch den Ort. Heute wird der Verkehr durch eine weiträumige Ortsumgehung um das Dorf herumgeführt.

## Geschichte
Der frühere Ortsname Fusciniacum lässt auf eine keltoromanische Gründung schließen. In Zülpich wurde ein Matronenstein gefunden, auf dem dieser Ortsname bereits eingemeißelt war, nämlich „Matronis Aufaniabus Fuscinius“. Fuscinus muss ein gallo-römischer Hofbesitzer gewesen sein, von dem Füssenich seinen Namen herleitet.
Füssenich lag früher an einer Seitenstraße der großen Römerstraße Köln-Zülpich-Trier.
Am 1. Juli 1969 wurde Füssenich um Geich und Juntersdorf erweitert. Durch das Aachen-Gesetz kam Füssenich am 1. Januar 1972 vom Amtsbezirk Vettweiß im Kreis Düren zur Stadt Zülpich im Kreis Euskirchen.

## Kirchengemeinde

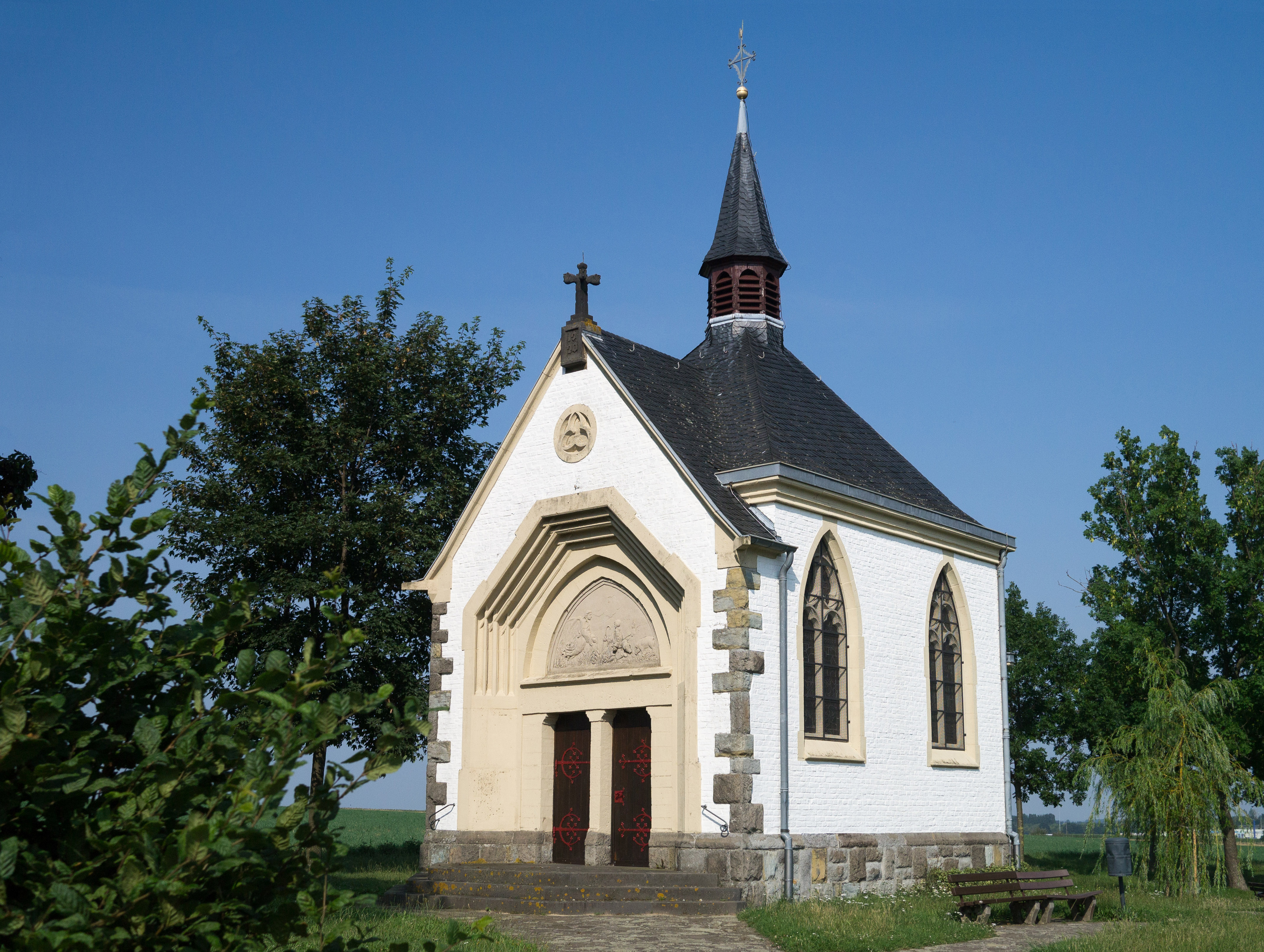
Aldericuskapelle

Füssenich und Geich bilden eine Kirchengemeinde. Im Jahre 1806 wurde sie selbstständige Pfarre.
Der Grundstein der Kirche wurde im Jahr 1711 gelegt. 1716 wurde die Klosterkirche der Prämonstratenserinnen konsekriert und später zur Pfarrkirche erhoben. Der Patron der Pfarrkirche ist der Heilige Nikolaus von Myra, dessen Gedenktag am 6. Dezember ist.
In Füssenich und Geich wird besonders auch der Lokalheilige Aldericus verehrt, der seit dem Mittelalter eine hohe Verehrung genießt. Die Gebeine des Heiligen Aldericus ruhen in einem reich verzierten Holzschrein, der in einem Sarkophag (gestiftet 1644) aus schwarzem Marmor im Mittelgang der Kirche beigesetzt ist.
Zur Kirchengemeinde Füssenich, gehören die Rochus und Brigida Kapelle im Ortsteil Geich, die Aldericus-Kapelle und die Petronella-Kapelle bei Gut Dirlau.

## Das Stift

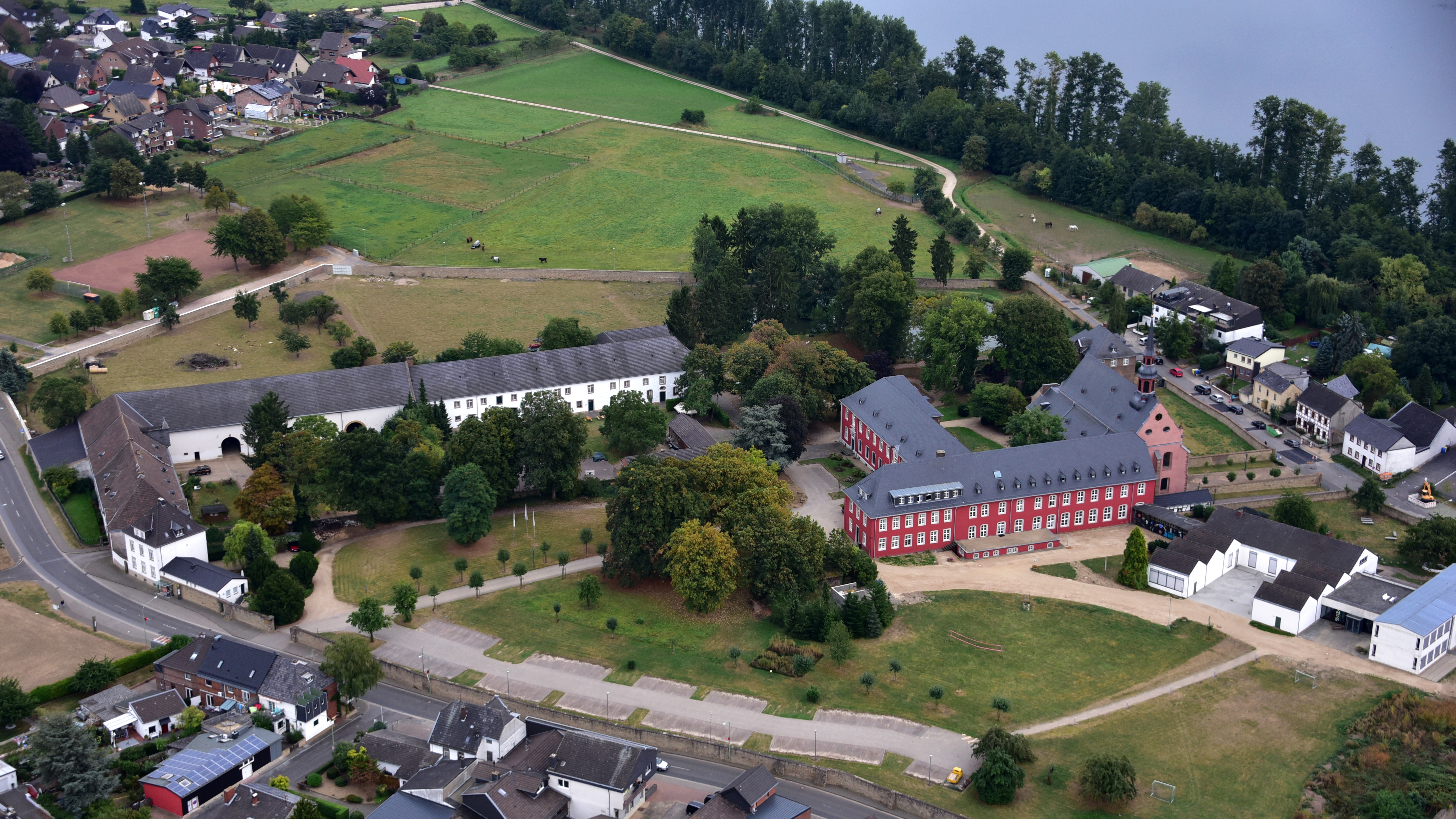
St.-Nikolaus-Stift, Luftaufnahme (2016)

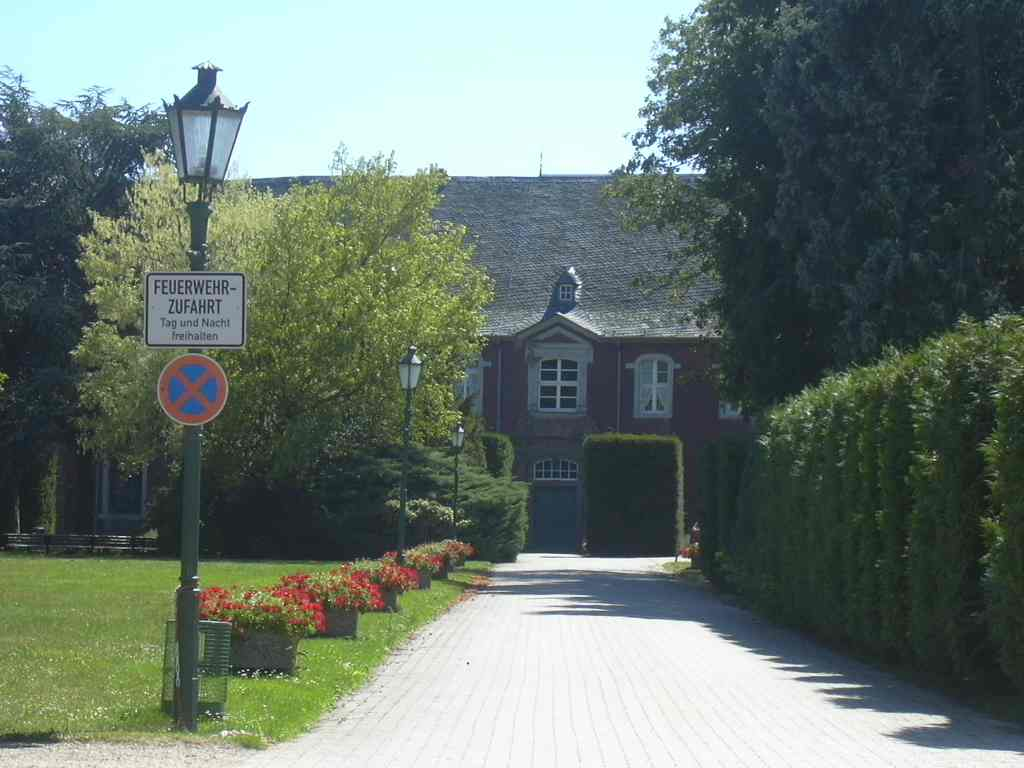
Eingang St.-Nikolaus-Stift

An der Stelle des heutigen Berufskollegs wurde im Jahr 1147 ein Kloster des Ordens der Prämonstratenserinnen errichtet; die heutigen Gebäude gehen auf die Zeit von 1711 bis ca. 1750 zurück, als die Prämonstratenserinnen Kirche und Kloster im barocken Stil neu errichten ließen. Als das Kloster infolge der französischen Besetzung und der Säkularisation 1802 aufgelöst wurde, gingen die Klostergebäude in Privatbesitz über, während die Kirche zur Pfarrkirche der Pfarrei Füssenich erhoben wurde. Nach mehreren Verkäufen gelangte das als Gutshof geführte frühere Kloster in den Besitz einer unverheirateten Dame: Frau Magdalena Hambloch, geb. 1813 in Sinsteden, gest. 1892 in Bettenhoven. In ihrem schon 1886 errichteten Testament vermachte sie „das Ackergut Kloster Füssenich dem Erzbischöflichen Stuhl zu Köln zu dem Zwecke, darin eine Erziehungsanstalt für Mädchen zu errichten.“
Mit dem Tod der Magdalena Hambloch am 12. Januar 1892 gehen deshalb die Besitzrechte auf den Erzb. Stuhl zu Köln über; und Philipp Kardinal Krementz, der damalige Kölner Erzbischof, bestimmte im Sinne der Erblasserin: „Dieser Auflage entsprechend wird auf dem gedachten Klostergute eine landwirtschaftliche Erziehungsanstalt für Mädchen gegründet unter dem Namen St.-Nikolaus-Stift zu Kloster Füssenich.“
Seit damals ist also das frühere Kloster und nachmalige Ackergut eine Schule; und wenn sich auch fachliche Ausrichtung, Schulform und pädagogische Prinzipien immer wieder gewandelt und erneuert haben, so weiß sich die Gemeinschaft des St.-Nikolaus-Stiftes doch dieser Tradition verbunden. Insbesondere ehrt es dankbar die großzügige Stifterin Magdalena Hambloch, der die heutige Schule letztlich ihre Existenz verdankt. Zu diesem Gedenken tragen nicht zuletzt ihr Porträt und ihr Totenzettel bei, die im sogenannten Bischofszimmer des Nikolausstiftes aufbewahrt werden.
Heute ist das St.-Nikolaus-Stift ein Berufskolleg für Kinderpfleger und Sozialassistenten sowie Fachschule für Sozialpädagogik und Heilerziehungspflege mit der Möglichkeit, die Fachhochschulreife zu erlangen. In einem zweijährigen Bildungsgang kann die Fachhochschulreife, in einem dreijährigen das Abitur mit beruflichen Kenntnissen im Sozial- und Gesundheitswesen erlangt werden. In der dualen Ausbildung wird die Allgemeine Hochschulreife mit dem Berufsabschluss „staatlich anerkannte/r Erzieherin/Erzieher“ angeboten.
Das St.-Nikolaus-Stift unterhielt in der ehemaligen Klosteranlage neben dem Berufskolleg auch ein Internat und Wohnheim mit Mensa, welches zum 31. Juli 2019 geschlossen wurde.

## Vereine
In Füssenich gibt es folgende Vereine:
- Fördergemeinschaft Füssenich-Geich e. V.  – Förderverein zur Jugendförderung und Beziehungspflege mit Braud et St. Louis (Frankreich)
- KG Füssenicher Grieläächer 1948 e. V.  – Karnevalsverein
- St. Donatus Schützenbruderschaft 1910 e. V. – Schützenbruderschaft
- TB-SV Füssenich-Geich 1895 e. V.  – Sportverein
- Wanderfreunde Neffeltal Füssenich-Geich 1980 e. V. – Wanderverein

## Sonstiges
Die Buslinien 218 und 298 des Rurtalbus durchfahren den Ort. Bis zum 31. Dezember 2019 wurde die Linie 218 von der Dürener Kreisbahn, die Linie 298 vom BVR Busverkehr Rheinland bedient. Abends verkehren einzelne Fahrten des MiKES von und nach Zülpich.  Zudem verkehrt die Schulbuslinie 984.
| Linie | Betreiber    | Verlauf |
| ----- | ------------ | --- |
| 218   | Rurtalbus    | Zülpich Adenauerpl./Schulzentr. – Frankengraben – Geich – Füssenich – Juntersdorf – Embken |
| 298   | Rurtalbus    | Düren Bf/ZOB – StadtCenter – Gneisenaustraße – Binsfeld – Rommelsheim – Bubenheim – Jakobwüllesheim – Vettweiß – Froitzheim – (Ginnick ← Embken ← Juntersdorf ←) Füssenich – Geich – Zülpich Post – (Zülpich Bf –) Zülpich Frankengraben – (Adenauerpl./Schulzentr. –) (Nemmenich –) Ülpenich – (Enzen –) Dürscheven – Elsig – Euenheim – Euskirchen Berufskolleg – Euskirchen Bf |
| 889   | RVK/Kreis EU | MiKE / AST-Verkehr: (Füssenich – Geich –) Bessenich – Zülpich Bf – Zülpich Frankengraben (→ Nemmenich → Lüssem → Ülpenich → Dürscheven → Enzen) |
| 984   | RVK          | Swisttal / Erftstadt / Zülpich – Weilerswist |